# Bataille de Torà
reconquista
La bataille de Torà est une bataille livrée en 1006 à Torà entre une alliance de comtes catalans et une armée du califat de Cordoue.

## Les sources
La source principale pour cette bataille est André de Fleury, qui a probablement reçu l'information, détaillée et précise, durant un voyage en Catalogne. Il l'a incorporée dans son Miraculosa Sancti Benedicti autour de 1043. La bataille n'est pas datée précisément, mais les noms des comtes fournis par André la situe entre les années 992 et 1010. André affirme que le calife Hicham II est mort lors de la rencontre, mais cela est une légende.

## Antécédents
Ramon Borrell a mené en 1003 la bataille d'Albesa (expédition de Lleida) qui a provoqué une nouvelle razzia d'Abd al-Malik al-Muzaffar, fils d'Almanzor récemment décédé. Abd al-Malik al-Muzaffar a dévasté avec une armée musulmane de 17 000 hommes, les régions occidentales du comté de Barcelone, la montagne de Montseny, les comarques (cantons) d'Igualada et de Manresa dans la province d'Osona. Il détruit aussi les châteaux de Montmagastre, de Meià et de Castellolí, en passant au sud du comté d'Urgell.

## La bataille
En 1006, Abd al-Malik al-Muzaffar réalise une nouvelle incursion contre la Segarra et la Ribagorce, détruit toutes leurs églises dont la cathédrale de Roda d'Isàvena.
Les comtes catalans se sont unis pour faire face à l'hadjib et Raymond Borrell de Barcelone, Bernat Taillefer de Besalú, Guifred II de Cerdagne et Armengol Ier d'Urgell vont affronter les armées musulmanes au castrum Thoranum. Les musulmans ont été mis en déroute, perdant 5 000 hommes.

## Conséquences
Abd al-Malik al-Muzaffar se retire dans son territoire.